# Ramón Echarren Istúriz
Ramón Echarren Istúriz (Vitoria, 13 novembre 1929 – Las Palmas de Gran Canaria, 25 agosto 2014) è stato un vescovo cattolico spagnolo di origine basca.

## Biografia
Ramón Echarren Istúriz nacque a Vitoria il 13 novembre 1929.

### Formazione e ministero sacerdotale
Dopo aver conseguito la laurea in ingegneria civile all'Università di Madrid, entrò in seminario. Conseguì il baccalaureato presso l'Istituto "Cardinal Cisneros" di Madrid, il baccalaureato in filosofia presso la Pontificia Università di Salamanca, la laurea in teologia presso la Pontificia Università Gregoriana e la laurea in scienze sociali presso l'Università Cattolica di Lovanio.
Il 19 marzo 1958 fu ordinato presbitero.

### Ministero episcopale
Il 17 novembre 1969 papa Paolo VI lo nominò vescovo ausiliare di Madrid e titolare di Diano. Ricevette l'ordinazione episcopale il 21 dicembre successivo dall'arcivescovo metropolita di Madrid, co-consacranti i cardinali Fernando Quiroga y Palacios, arcivescovo metropolita di Santiago di Compostela, e Arturo Tabera Araoz, arcivescovo metropolita di Pamplona e amministratore apostolico di Tudela.
Svolse un'intensa attività pastorale e sociale con il cardinale Vicente Enrique y Tarancón. Era uno dei pochi prelati spagnoli ad affermare che la Chiesa cattolica aveva il dovere di scusarsi per il suo ruolo a sostegno dei franchisti nella guerra civile spagnola e nella successiva dittatura. Molti gli obiettarono che durante il conflitto i cattolici furono duramente perseguitati da alcuni elementi estremisti repubblicani.
Il 27 novembre 1978 papa Giovanni Paolo II lo nominò vescovo delle Isole Canarie. Prese possesso della diocesi il 13 gennaio successivo.
Il 26 novembre 2005 papa Benedetto XVI accettò la sua rinuncia al governo pastorale della diocesi per raggiunti limiti di età. Continuò a risiedere in un appartamento della diocesi a Las Palmas de Gran Canaria.
In seno alla Conferenza episcopale spagnola fu membro della commissione per la pastorale sociale dal 1984 al 2011.
Morì nella sua abitazione a Las Palmas de Gran Canaria all'alba 25 agosto 2014 all'età di 84 anni. Le esequie si tennero il 27 agosto nella cattedrale di Sant'Anna a Las Palmas de Gran Canaria e furono presiedute da monsignor Francisco Cases Andreu. Al termine del rito fu sepolto nella cappella della Madonna Addolorata dello stesso edificio.

## Genealogia episcopale
La genealogia episcopale è:
- Cardinale Scipione Rebiba
- Cardinale Giulio Antonio Santori
- Cardinale Girolamo Bernerio, O.P.
- Arcivescovo Galeazzo Sanvitale
- Cardinale Ludovico Ludovisi
- Cardinale Luigi Caetani
- Cardinale Ulderico Carpegna
- Cardinale Paluzzo Paluzzi Altieri degli Albertoni
- Papa Benedetto XIII
- Papa Benedetto XIV
- Cardinale Enrico Enriquez
- Cardinale Francisco de Solís Folch de Cardona
- Vescovo Agustín Ayestarán Landa
- Arcivescovo Romualdo Antonio Mon y Velarde
- Cardinale Francisco Javier de Cienfuegos y Jovellanos
- Cardinale Cirilo de Alameda y Brea, O.F.M.
- Cardinale Juan de la Cruz Ignacio Moreno y Maisanove
- Cardinale José María Martín de Herrera y de la Iglesia
- Vescovo Leopoldo Eijo y Garay
- Arcivescovo Casimiro Morcillo González
- Vescovo Ramón Echarren Istúriz